# Sungezhuang
Koordinaten: 40° 8′ N, 117° 36′ O
Die „Gemeinde Sungezhuang der Manju“ (chinesisch 孙各庄满族乡, Pinyin Sūngèzhuāng Mǎnzú Xiāng) ist eine Nationalitätengemeinde im Stadtbezirk Jizhou der regierungsunmittelbaren Stadt Tianjin in der Volksrepublik China. Sungezhuang hat eine Fläche von 26 km² und über 7100 Einwohner (Ende 2000). Etwa ein Drittel der Bevölkerung sind Angehörige der ethnischen Minderheit der Manju.

## Wirtschaft
In Sungezhuang liegt die Huanghua-Shan-Goldmine (黄花山金矿), ein wichtiger regionaler Arbeitgeber. Ökonomisch bedeutend ist darüber hinaus nur die Landwirtschaft mit dem Anbau von Weizen und Mais und – als lokale Besonderheit – die Produktion von Walnüssen und Esskastanien.

## Administrative Gliederung
Sungezhuang setzt sich aus 13 Dörfern zusammen. Diese sind:
- Dorf Sungezhuang (孙各庄村), Zentrum, Sitz der Gemeinderegierung;
- Dorf Beitaipingzhuang (北太平庄村);
- Dorf Donggecen (东葛岑村);
- Dorf Jianxin (建新村);
- Dorf Longfusi (龙福寺村);
- Dorf Majiazhuang (马家庄村);
- Dorf Rongshan (荣山村);
- Dorf Wangjiakan (王家坎村);
- Dorf Xiajialin (夏家林村);
- Dorf Yongchunzhuang (永春庄村);
- Dorf Zhangyantai (丈烟台村);
- Dorf Zhu’eryu (朱耳峪村);
- Dorf Zhuhuashan (朱华山村).